# Buenos Aires Chico
Buenos Aires Chico är en ort i Argentina.   Den ligger i provinsen Chubut, i den sydvästra delen av landet, 1 400 km sydväst om huvudstaden Buenos Aires. Buenos Aires Chico ligger 731 meter över havet och antalet invånare är 253.
Terrängen runt Buenos Aires Chico är varierad. Trakten runt Buenos Aires Chico är nära nog obefolkad, med mindre än två invånare per kvadratkilometer.. Närmaste större samhälle är El Maitén, 4,6 km nordost om Buenos Aires Chico.
Omgivningarna runt Buenos Aires Chico är i huvudsak ett öppet busklandskap.